# Hydrillodes submorosa
Hydrillodes submorosa là một loài bướm đêm trong họ Noctuidae.